# 囊鬚蟲科
囊鬚蟲科（學名：Saccocirridae） 
是一種小間質的多毛綱生物。 
身體通常是在2至10毫米的長度和500微米的寬之間。
牠們的疣足已經退化。

## 分類
本分類元是多毛綱之下一個亞綱地位未定的分類
。本科之下只有一個屬，即囊鬚蟲屬（Saccocirrus）。

## 形態
根據來自美洲太平洋海岸的Saccocirrus sonomacus，其口前葉有一對有槽的觸肢，主要作感官用途。牠亦有一雙眼睛。 其圍口節大概已縮小到只成為一個環口的環。 該尾板通常bilobed。